# Nesovice
Nesovice – miejscowość i gmina (obec) w Czechach, w kraju południowomorawskim, w powiecie Vyškov. W 2022 roku liczyła 1083 mieszkańców.
W miejscowości jest stacja kolejowa Nesovice.